# Paramphithoe polyacantha
Paramphithoe polyacantha är en kräftdjursart som först beskrevs av Murdoch 1885.  Paramphithoe polyacantha ingår i släktet Paramphithoe och familjen Epimeriidae.

## Underarter
Arten delas in i följande underarter:
- P. p. briiggeni
- P. p. polyacantha